# Culicomorpha
Culicomorpha Hennig, 1948, è un infraordine di insetti appartenente all'ordine dei Ditteri, sottordine Nematocera. Vi sono comprese le comuni zanzare. Malgrado la presenza di specie non ematofaghe, questo raggruppamento è di interesse prevalentemente medico-sanitario, per l'importanza delle famiglie più rappresentative, in genere associate all'Uomo o agli animali domestici. Marginale è invece l'interesse dal punto di vista agrario.

## Aspetti generali
Pur con qualche eccezione, i caratteri generali comuni a questo infraordine consistono nell'habitat acquatico delle larve e nel complesso regime dietetico delle femmine adulte. Queste ultime presentano una zoofagia con l'assunzione di sangue dai vertebrati o di emolinfa dagli invertebrati, che si manifesta, nei casi più eclatanti, con l'ematofagia obbligata a spese dei Vertebrati. In molti casi, tuttavia, l'ematofagia ha lo scopo di fornire le risorse trofiche necessarie alla riproduzione, perciò si manifesta con l'assunzione di un pasto di sangue, prima della riproduzione, nell'ambito di un regime dietetico fondamentalmente glicifago.

## Filogenesi ed evoluzione
I Culicomorpha rappresentano, secondo diversi Autori, uno dei più antichi rami evolutivi dei Ditteri, comprendendo anche alcune famiglie, oggi estinte, la cui presenza sulla Terra è datata fra il Triassico superiore e il Giurassico superiore.
Le famiglie oggi esistenti, secondo l'interpretazione più ricorrente compongono due distinti cladi monofiletici corrispondenti alle superfamiglie in cui si divide l'albero tassonomico dell'infraordine.
Fonti più recenti hanno tuttavia messo in evidenza una filogenesi più complessa, in quanto il clade corrispondente alla superfamiglia dei Chironomoidea non sarebbe monofiletico e dovrebbe suddividersi in due cladi: uno comprendente i Thaumaleidae, correlati o meno ai Nymphomyiidae, i Ditteri più primitivi, il secondo comprendente i Chironomidae, i Ceratopogonidae e i Simuliidae.

## Sistematica
I Culicomorpha esistenti si suddividono in due superfamiglie, quella dei Culicoidea e quella dei Chironomoidea, ciascuna suddivisa, a sua volta, in quattro famiglie:
- Superfamiglia Chironomoidea:
  - Ceratopogonidae
  - Chironomidae
  - Simuliidae
  - Thaumaleidae
- Superfamiglia Culicoidea:
  - Chaoboridae
  - Corethrellidae
  - Dixidae
  - Culicidae

A queste si aggiungono altre quattro famiglie estinte (Architendipedidae, Asiochaoboridae, Mesophantasmatidae, Protendipedidae).